# جوليان ساندز
جوليان ريتشارد مورلي ساندز (بالإنجليزية: Julian Richard Morley Sands)‏ هو ممثل بريطاني، ولد في 4 يناير 1958 في المملكة المتحدة.
أُعلن عن اختفاؤه خلال رحلة في جبال سان غابرييل شمال شرق لوس أنجلوس يوم 13 يناير 2023، وسُرعان ما أُطلقت عمليَّة بحث أرضيَّة وجويَّة لتحديد مكانه، فلم يُعثر إلَّا على سيَّارته. وتبيَّن من خلال تتبُّع إشارة بث هاتفه الخلوي، أنَّ آخر من صدر منه كان قُرب جبل سان أنطونيو.

## أعمال

### أفلام
- (1984) حقول القتل
- (1986) غرفة مع منظر[10]
- (1991) الغداء العاري
- (1995) مغادرة لاس فيغاس[11]
- (2007) أوشن 13[12]
- (2008) ذي آرك أوف تروث

### مسلسلات
- 24
- بيرسون أوف إنترست
- شبح هامس
- كاسل

## وصلات خارجية
- جوليان ساندز على موقع IMDb (الإنجليزية)
- جوليان ساندز على موقع روتن توميتوز (الإنجليزية)
- جوليان ساندز على موقع مونزينجر (الألمانية)
- جوليان ساندز على موقع ألو سيني (الفرنسية)
- جوليان ساندز على موقع ميوزك برينز (الإنجليزية)
- جوليان ساندز على موقع تيرنر كلاسيك موفيز (الإنجليزية)
- جوليان ساندز على موقع أول موفي (الإنجليزية)
- جوليان ساندز على موقع قاعدة بيانات الأفلام السويدية (السويدية)
- جوليان ساندز على موقع إن إن دي بي (الإنجليزية)
- جوليان ساندز على موقع ديسكوغز (الإنجليزية)